# Ymir

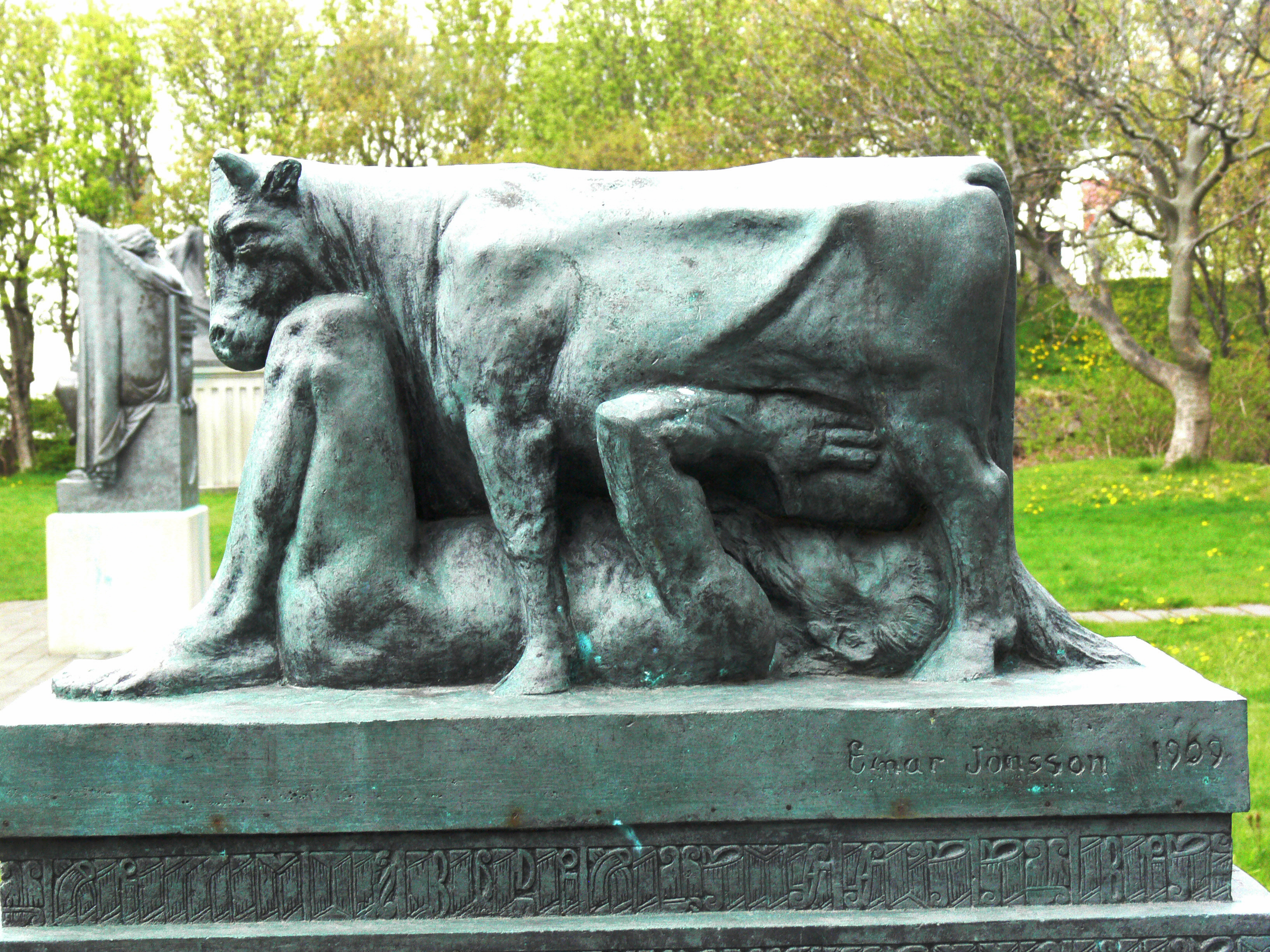
Ýmir und Auðhumbla, Bronzeskulptur von Einar Jónsson (1874–1954)

Ymir (altnordisch „Zwilling, Zwitter“ oder „Lärmer“) ist in der germanischen Schöpfungsgeschichte ein Riese, der als erstes Lebewesen gilt. Sein Name gilt als sehr alt und ist sprachlich mit dem altindischen Yama und dem altpersischen Yima verwandt. Ein anderer Riese der nordischen Urzeit namens Aurgelmir (oder Urgelmer beziehungsweise Örgelmir) wird oft mit Ymir gleichgesetzt.
Ymir war ein zweigeschlechtlicher Urzeitriese. Er entstand aus der Vermischung des Gletschereises von Niflheim mit dem Feuer von Muspellsheim und ernährte sich von der Milch der Urkuh Auðhumbla. Als er von der Milch der Urkuh getrunken hatte, schlief er ein. Aus seinem Schweiß unter dem linken Arm entwuchsen ihm Sohn und Tochter, beide ohne Namen. Mit seinen Füßen erzeugte er einen sechsköpfigen Sohn, den man mit dem Riesen Thrudgelmir gleichsetzt.

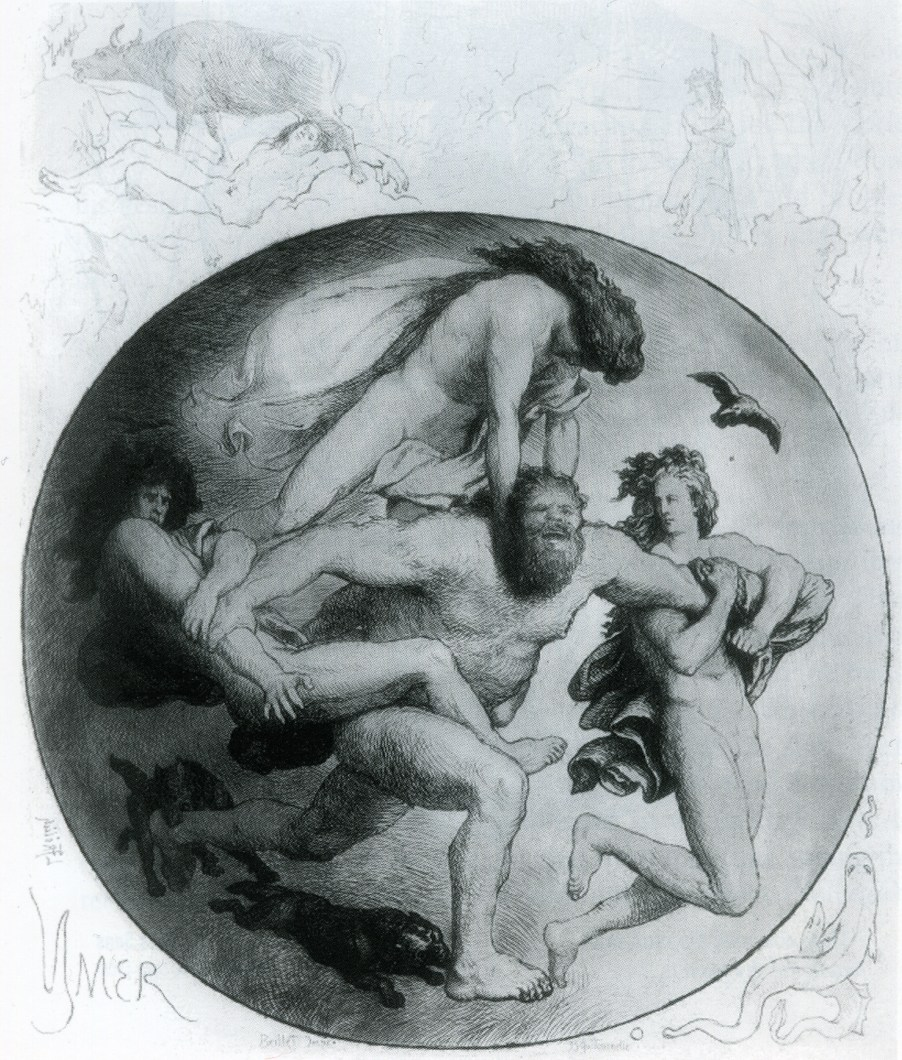
Ymir wird von Odin und seinen Brüdern zerrissen. Radierung von Lorenz Frølich (1820–1908)

Die ersten Götter, Odin, Vé und Vili, töteten Ymir und bauten aus seinen Körperteilen die Welt. Aus seinem Fleisch wurde die Erde, aus dem Blut das Meer, aus seinen Knochen Felsen und Gebirge, aus seinem Haar die Bäume, aus seinen Augenbrauen Midgard, aus seinem Schädel der Himmel und aus seinem Gehirn die Wolken. In einem ähnlichen kosmogonischen Mythos ging aus dem indischen Urmenschen Purusha die Welt hervor.
Fast alle Vorzeitriesen ertranken in Ymirs Blut. Nur Bergelmir, der Sohn Thrudgelmirs, entkam mit seiner Frau auf einem bootartigen Untersatz. Er gilt als Stammvater des Riesengeschlechts der Hrimthursen.